# 小鴨元清
小鴨元清（日语：／ Ogamo Motokiyo，？—1614年2月13日）是日本戰國時代和安土桃山時代的武將，伯耆国久米郡岩倉城主。父親是南條宗勝、兄弟是南條元續、南條元秋，官位至左衛門尉、左衛門督。

## 生平
他是南條宗勝的次子，元清在永祿 - 天正年間成為小鴨氏的家督。天正7年（1579年）南條氏背叛織田氏，天正8年（1580年）吉川元春進攻伯耆的時候與兄元續在八橋城之戰敗退，後來與吉川氏戰鬥，在岩倉城之戰有活躍的表現，天正10年（1582年）羽衣石城陷落的時候在岩倉城守備的元清和元續都一起逃亡。天正19年（1591年）元續死去，南条元忠成為新任家督，後來在打吹城暫住處理政務（後來打吹城又叫「小鴨丸」）。出兵朝鮮的時候代替年幼的元忠出陣，率領1500人往朝鮮國。1600年關原之戰屬於西軍的小西行長（這時恢復姓名為南條元清），戰後成為加藤清正的家臣，剃髪並改名為小鴨元宅。慶長19年（1614年）、在大阪之陣進攻豐臣秀賴的時候，在船中病發，送往甲斐的建仁寺休養，同年2月13日病死。